# Genius (sitio web)
Genius es una empresa estadounidense de medios digitales fundada en agosto de 2009 por Tom Lehman, Ilan Zechory y Mahbod Moghadam. El sitio permite a los usuarios aportar anotaciones e interpretaciones a las letras de canciones, noticias, fuentes, poesía y documentos.
Lanzada originalmente como Rap Genius centrada en la música hip-hop, la empresa atrajo la atención y el apoyo de celebridades y de capital riesgo, lo que le permitió seguir creciendo. El sitio se amplió en 2014 para abarcar otras formas de medios, como el pop, la literatura, y el R&B y añadió una plataforma de anotaciones. Ese mismo año, se lanzó una aplicación para iPhone. Para reflejar estos nuevos objetivos, el sitio se relanzó como Genius en julio de 2014. En agosto de 2015 se lanzó una versión para Android y, en 2016 y 2017, la empresa comenzó a producir contenidos de vídeo originales centrados en la música y a organizar eventos y conciertos en directo.

## Historia

### Fundación y primeros años (2009-2012)

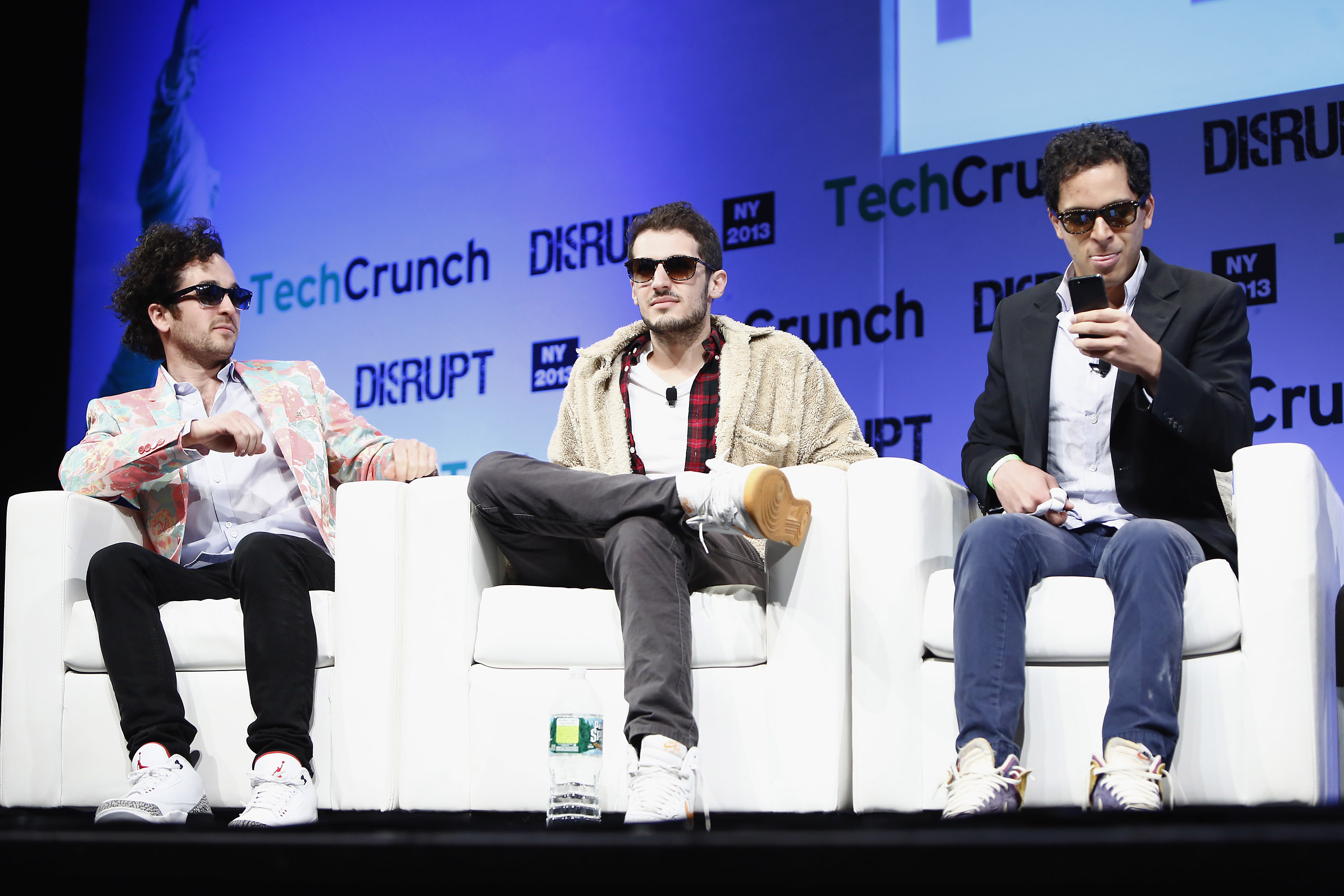
Tom Lehman, Ilan Zechory y Mahbod Moghadam de Rap Genius hablan en el escenario en TechCrunch Disrupt New York 2013

Genius comenzó como un sitio de crowdsourcing centrado en el hip-hop, y fue originalmente llamado Rap Exegesis. El sitio cambió su nombre a Rap Genius en diciembre de 2009 porque "exégesis" era difícil de deletrear para los usuarios. Fue creado en agosto de 2009 por los fundadores Tom Lehman (que "introdujo la primera línea de código" para el sitio web a las 12:30 PM el 19 de agosto de 2009), Ilan Zechory y Mahbod Moghadam, los tres que se conocieron durante sus años de licenciatura en la Universidad Yale. A Lehman y Moghadam se les ocurrió la idea del sitio en el verano de 2009 cuando Lehman le preguntó a Moghadam sobre el significado de una letra de Cam'ron. Después de que Lehman creara la primera versión del sitio, decidió, junto con los cofundadores Moghadam y Zechory, dejar sus puestos de trabajo en D.E. Shaw y Google para perseguir la idea a tiempo completo y llevarla a cabo.

### Financiamiento inicial
En 2011, con el sitio "atrayendo a más de 1 millón de visitantes únicos por mes", Rap Genius se postuló para la incubadora de empresas emergentes Y Combinator y "se convirtió en la empresa emergente de más rápido crecimiento en la historia de Y Combinator", obteniendo $1.8 millones en fondos semilla, lo que permitió a los fundadores ocupar oficinas en Williamsburg, Brooklyn. En 2012, la compañía recibió una inversión adicional de $15 millones de la firma de capital de riesgo con sede en Silicon Valley Andreessen Horowitz (también conocida como a16z), impulsada en parte por el propio esfuerzo pasado del socio Marc Andreessen para construir un función de anotación de grupo en un navegador web. Ben Horowitz describió Genius como "una de las cosas más importantes que hemos financiado". Los tres cofundadores de la compañía fueron nombrados para 30 Under 30 (Forbes) en diciembre de 2012.

#### Establecimiento de cuentas verificadas
El éxito popular de la empresa fue ejemplificado por la participación de artistas como el rapero Nas de Queensbridge, 50 Cent, RZA, y ASAP Rocky, lo que llevó a la compañía a crear una designación de "Artistas Verificados". Se ofrecen cuentas verificadas a artistas establecidos, donde anotan, moderan y editan sus propias letras. Estas anotaciones se resaltan en verde, en lugar del gris habitual. Nas se convirtió en el primer artista verificado, utilizando la plataforma para publicar numerosas explicaciones de sus letras y disipar algunas malas interpretaciones, así como para comentar las letras de otros raperos que admiraba. Como parte de su apoyo al sitio web, Nas "lanzó la letra de su nuevo sencillo 'The Don' en Rap Genius el día antes de publicar la canción en sí".
Masta Killa, Inspectah Deck, RZA, GZA, Ghostface Killah y Raekwon, miembros del grupo de hip-hop estadounidense Wu-Tang Clan, también obtuvieron cuentas verificadas en Genius. A fines de 2012, la novelista Bacchus Paine se convirtió en la primera autora en prosa de publicación actual en anotar voluntariamente parte de su propio trabajo.

### Primeras controversias (2013-2014)
En un esfuerzo por extender el concepto a otros géneros de cultura, Genius lanzó varios canales nuevos en 2013, incluidos News Genius, Rock Genius y Poesía Genius. El servicio también agregó la capacidad para que los editores externos integren la plataforma de Rap Genius en otros sitios web para crear artículos anotados. Sin embargo, la empresa también experimentó algunos problemas familiares en el campo del contenido en línea.

#### Disputa de publicación de música
En octubre de 2013, Rap Genius fue uno de los cincuenta sitios que recibieron avisos de la Asociación Nacional de Editores de Música para la publicación en línea sin licencia de letras de canciones. A diferencia de Genius, la mayoría de los sitios a los que se dirigió tenían publicidad. En respuesta, Zechory declaró que "no pueden esperar para tener una conversación con ellos sobre cómo todos los escritores pueden participar y beneficiarse del proyecto de conocimiento Rap Genius". En 2014, Rap Genius celebró un acuerdo de licencia con los editores de música que cubren la publicación pasada y futura de letras de canciones.

#### Penalización de búsqueda de Google
En diciembre de 2013, Google sancionó a Rap Genius por violar sus pautas de backlinks, —particularmente su participación en redes de blogs— eliminándolos de sus principales resultados de búsqueda. Incluso con la consulta de búsqueda "genio del rap", los resultados de rapgenius.com no aparecieron en los primeros resultados. En cambio, los resultados principales mostraron las páginas de Twitter, Facebook y Wikipedia de Rap Genius, así como noticias relacionadas con la sanción. Esto sucedió después de que el bloguero y colaborador de Rap Genius John Marbach expusiera su esquema de enlaces para manipular los resultados de búsqueda de Google al ofrecer Tuits o acciones de Facebook a cambio de vincular a Rap Genius con textos ricos en palabras clave. Rap Genius publicó una disculpa, prometiendo detener y revertir la práctica. Rap Genius también señaló que sus competidores estaban participando en prácticas similares o peores, y le pidió a Google que examinara "todo el panorama de búsqueda de letras" y mejorara sus resultados de búsqueda de letras.
Diez días después, después de eliminar enlaces en violación de las Pautas de calidad de Google, Rap Genius se recuperó parcialmente de su penalización.

#### Dimisión de Mahbod Moghadam
Fast Company incluyó al cofundador de Rap Genius, Mahbod Moghadam, en su lista de las personas más creativas de 2013. Sin embargo, a principios de 2014, Moghadam había reducido su participación en Genius a un papel de medio tiempo, debido a las complicaciones de su cirugía de meningioma, un tumor cerebral benigno. En mayo de 2014, Moghadam renunció después de anotar el manifiesto del asesino de la juerga de la Masacre de Isla Vista de 2014 de maneras etiquetadas como inapropiadas.

### Expansión y cambio de marca (2014-2015)

#### Nuevas aplicaciones y funciones
La empresa se recuperó con el lanzamiento de una aplicación para IOS el 28 de enero de 2014, también llamada "Genius". El cofundador de Genius, Tom Lehman, dijo en el lanzamiento: "Este es el verdadero lanzamiento de Rap Genius. En este momento, más de la mitad de nuestro tráfico proviene de dispositivos móviles. Pronto, será del 100%".
En marzo de 2014, Genius lanzó una función que permite a los usuarios "incrustar" textos anotados en otros sitios web. Felix Salmon de Reuters fue uno de los primeros usuarios que utilizó la plataforma para crear un desglose anotado de la primera declaración del FOMC de Janet Yellen. Nas incorporó todo el álbum Illmatic anotado en su sitio web para promover el lanzamiento de Illmatic XX.

#### Relanzamiento como "Genius" y financiación ampliada
El 12 de julio de 2014, reflejando sus recientes expansiones y crecimiento en una plataforma, Rap Genius se relanzó como Genius. Los cofundadores dijeron que el cambio se debió a que la mayoría de los usuarios de Internet no logran "sumergirse en" las historias que encuentran con mayor detalle, y que Genius tenía como objetivo "ayudarnos a todos a darnos cuenta de la riqueza y profundidad de cada línea de texto". La compañía también recaudó $ 40 millones adicionales en fondos de la serie B liderados por el inversionista Dan Gilbert, presidente de Quicken Loans y propietario de los Cleveland Cavaliers. Con sus operaciones en expansión, Genius se trasladó de Williamsburg, Brooklyn a Gowanus, Brooklyn. Genius también obtuvo la aceptación de los artistas, incluidas las inversiones de Eminem, Nas y Pharrell Williams.
En un momento, el rapero Kanye West, fanático del sitio, presentó una maqueta de un rediseño al inversionista Ben Horowitz. Aunque Lehman quedó impresionado y le dijo a Business Insider que los rediseños futuros podrían utilizar elementos de este, el rediseño no se utilizó. A mediados de 2015, junto con su logotipo y página web rediseñados, Genius lanzó su aplicación para Android, que inicialmente permitía a los usuarios buscar y votar por las anotaciones.

#### Expansión del personal y nuevas asociaciones
El periodista de hip-hop Rob Markman fue contratado por Genius como su gerente de relaciones con los artistas. En septiembre de 2015, Genius se asoció con The Washington Post para comentar los diversos debates presidenciales que se estaban celebrando en ese momento. Al mes siguiente, Genius anunció la contratación de Brendan Frederick, antes de Complex, como director de contenido.
En 2015, Rick Rubin, A-Trak, The-Dream y Eminem estuvieron entre los que crearon cuentas verificadas. El autor Michael Chabon, ganador del Premio Pulitzer, también ha sido verificado y ha contribuido con varias anotaciones. El compositor y letrista Lin-Manuel Miranda también tiene una cuenta verificada con la que solía participar en discusiones sobre las letras de sus musicales In the Heights y Hamilton.
En enero de 2016, la Casa Blanca comenzó a utilizar Genius para proporcionar anotaciones para sus publicaciones en línea de los discursos del Estado de la Unión del presidente Barack Obama.

### Lanzamiento de contenido (2016-presente)
Genius comenzó a ofrecer contenido original en 2016, comenzando con una integración "Behind the Lyrics" ofrecida en colaboración con Spotify que "combina anotaciones emergentes con pistas seleccionadas del servicio de transmisión, así como contenido exclusivo del artista", lanzándose con contenido de Pusha T, Tinashe y Diplo. Inicialmente disponible solo en iOS, "Behind the Lyrics" estuvo disponible en Android en abril de 2017. En octubre de 2018, Genius anunció una asociación con Apple Music donde los suscriptores de Apple Music podían reproducir canciones en su totalidad directamente desde el sitio. Además, Genius proporcionaría letras para el principal servicio de Apple Music.
Genius comenzó a planificar la creación de contenido de video original y, en junio de 2016, anunció la contratación de Regina Dellea, anteriormente de Mic, como jefa de video. Los programas planificados que Dellea fue contratada para supervisar incluyeron "Genius Level, una serie de entrevistas al estilo Inside the Actors Studio organizada por Rob Markman". En 2016, Genius lanzó la serie de videos "Verified", "con artistas como Mac Miller, Ice Cube y Common decodificando sus canciones en la cámara", y desde entonces ha lanzado varias otras series, incluida "Deconstructed (en la que los productores analizan las pistas que crearon) y "IRL", una serie de entrevistas que abarcan toda la carrera iniciada con DJ Khaled como primer tema. En septiembre de 2016, Genius anunció la incorporación de Steve Stoute, fundador y director ejecutivo de la firma de marketing y desarrollo de marca Translation, a su junta directiva. En 2017, Genius colaboró con Logic para producir un episodio de "Verified" para cada canción de su álbum. Logic había mencionado previamente a Genius en su canción "Slave II", del álbum de 2016 Bobby Tarantino, con la línea "I'm a Rap like Rob Markman".
También recibió $15 millones adicionales en fondos en 2018, con lo que su financiamiento total asciende a $79 millones desde 2009. En junio de 2019, Genius acusó a Google de retirar letras de Genius.com sin permiso y de publicarlas directamente en las páginas de búsqueda de Google. Esto resultó en una caída del tráfico a Genius.com. En diciembre de 2019, esta acusación escaló a una demanda presentada en Nueva York, buscando $50 millones en daños mínimos combinados de Google y LyricFind, una empresa canadiense que proporciona letras con licencia a empresas como Google, Amazon y Microsoft.

#### Eventos en vivo
Genius comenzó a organizar eventos en vivo en su sede de Brooklyn en 2017. El 26 de abril de 2017, Genius organizó una fiesta de escucha con el rapero Wale para el lanzamiento del álbum de Wale, SHiNE. La primera entrevista en vivo de Genius Level fue en mayo de 2017, con The-Dream. El 7 de septiembre de 2017, Rob Markman entrevistó a Issa Rae ante una audiencia en vivo. Genius celebró su primer concierto en vivo el 9 de septiembre de 2017, con el festival IQ/BBQ en la sede de Genius. El evento contó con actuaciones de artistas como Pusha T, Dej Loaf, A Boogie wit da Hoodie, y fue producido en asociación con Adidas y Atari.
Genius celebró un evento en vivo con Dropbox en 2018 llamado "Lyrics to Life", una exposición de arte de cuatro días que presenta instalaciones artísticas inspiradas en la música.

#### Mercancías
Genius comenzó a vender productos de marca a mediados de 2016 y participó en "una colaboración de camisetas con la línea Play Cloths del rapero Pusha T para Art Basel" en diciembre de 2016. En 2017, Genius amplió su oferta de productos con el lanzamiento de su "1997" colección, con un conjunto de estilos y temas inspirados en eventos culturales de 1997.

### Adquisición por MediaLab (2021-presente)
Genius Media fue adquirida por el MediaLab en septiembre de 2021 por 80 millones de dólares. Genius llegó a un acuerdo con MediaLab, que también es propietaria de otros sitios web y aplicaciones virales como Kik y Datpiff, para vender el sitio web, ya que era "el socio ideal para impulsar Genius hacia adelante" Inmediatamente después de la adquisición, Bloomberg anunció que Genius estaba despidiendo personal, aunque no se publicaron cifras oficiales. Esto se debió a una "reestructuración" de MediaLab para cambiar el enfoque del sitio web hacia artistas emergentes.
En 2024, la canción "Euphoria" de Kendrick Lamar colapsó el sitio web de Genius, un raro caso en el que una sola canción en lugar de un álbum causó tal suceso.

## Características
Los trabajos y artículos sobre Genius se presentan con varias líneas resaltadas en gris; al hacer clic en estas líneas, se muestran anotaciones emergentes que proporcionan detalles adicionales y contexto para la sección en cuestión. Los usuarios pueden proporcionar sus propias anotaciones resaltando fragmentos de texto. Los textos sobre Genius se clasifican en varios canales temáticos, que incluyen rap, rock y música pop, literatura, noticias, textos históricos (History Genius), deportes, televisión y cine (Screen Genius) y "X"; cualquier otro tema no cubierto por otras categorías. El sitio también ofrece el "Rap Map", una pantalla de Google Maps que presenta perfiles y marcas de posición para ubicaciones geográficas relacionadas con la cultura del rap o mencionadas en canciones de rap.
Los usuarios registrados pueden cargar, corregir y anotar textos. También pueden ofrecer sugerencias para mejorar textos y anotaciones ya publicados. Los editores y moderadores ayudan a generar y monitorear contenido para garantizar una redacción de calidad. Los usuarios obtienen "IQ" con cada anotación publicada. Los puntos se recompensan sobre la base no solo de la cantidad de texto que se anota, sino también de la calidad de las anotaciones. Los usuarios son recompensados con mayores privilegios editoriales y de moderación a medida que se otorgan más puntos IQ.
Los colaboradores de Genius reciben puntos "IQ", por anotaciones y sugerencias en cada canal. El sistema IQ emplea tanto puntos directos (por ejemplo, un aumento de 10 puntos IQ para una anotación) como un sistema de votación. Las anotaciones especialmente perspicaces y populares obtienen críticas positivas, lo que aumenta el valor de IQ de una anotación. IQ no tiene un propósito de redención, pero sirve como medida del impacto y el trabajo de un contribuyente en el sitio. Los editores y moderadores obtienen medios adicionales para obtener el IQ, incluida la revisión del trabajo de otros.

### Spotify
En 2016, Spotify colaboró con Genius para su función "Detrás de la Letra", que mostraba las letras y el contenido de Genius para determinadas canciones, lo que permite a los usuarios "ver las letras anotadas de las canciones mientras las escuchas". Anteriormente, al mostrar la carátula del álbum mientras se reproduce una canción, aparece una pestaña negra detrás de la carátula con la leyenda "Detrás de la Letra", que permite a los usuarios acceder a la función. Posteriormente, la función fue movida bajo el propio reproductor de la canción, donde los usuarios pueden desplazarse hacia arriba para ver el contenido completo.
En 2021, la función fue descontinuada en todo el mundo y se sustituyó por una nueva función de letras en tiempo real, impulsada por Musixmatch. La nueva función se había probado desde 2019 y se desplegó en 26 de los mercados de Spotify en 2020.

## Personas clave
A partir de 2017, los miembros clave del personal y los colaboradores de Genius incluyen a los fundadores Tom Lehman e Ilan Zechory (recientemente renunció); miembros adicionales de la junta Ben Horowitz, Dan Gilbert y Steve Stoute;y director de relaciones con los artistas Rob Markman.
Los mejores artistas que contribuyen a Genius incluyen a Lorde, Frank Ocean, Lin-Manuel Miranda, Selena Gomez, Phoebe Ryan, DJ Khaled, Nas, Eminem, Rivers Cuomo y Rick Rubin.